# Carl Ludwig Siegel

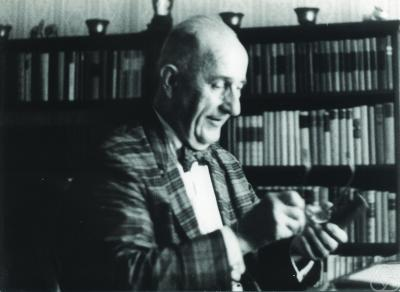
Carl Ludwig Siegel in Göttingen, 1975

Carl Ludwig Siegel (Berlijn, 31 december 1896 - 4 april 1981) was een Duitse wiskundige die was gespecialiseerd in de getaltheorie.

## Biografie
Siegel werd geboren in Berlijn, waar hij zich in 1915 ook inschreef aan de Humboldt Universiteit. Hij studeerde wiskunde, astronomie en natuurkunde. Onder zijn docenten waren Max Planck en Ferdinand Georg Frobenius, onder wiens invloed de jonge Siegel de astronomie opgaf en zich op de getaltheorie richtte.
In 1917 werd hij opgeroepen voor het Duitse leger en moest hij zijn studie onderbreken. Na het einde van Eerste Wereldoorlog schreef hij zich in aan de Georg-August-Universität Göttingen, waar hij studeerde bij Edmund Landau, die in 1920 ook zijn promotie zou begeleiden. Daarna bleef hij aan de Universiteit van Göttingen verbonden als wetenschappelijk medewerker. Veel van zijn baanbrekende resultaten werden in deze periode gepubliceerd. In 1922 werd hij benoemd tot hoogleraar aan de Johann Wolfgang Goethe-Universität in Frankfurt am Main.

## Carrière
In 1938 keerde hij terug naar Göttingen, voordat hij in 1940 via Noorwegen naar de Verenigde Staten emigreerde, waar hij benoemd werd aan het Institute for Advanced Study aan de Universiteit van Princeton. Hier had hij in 1935 ook als een sabbatical doorgebracht. Hij keerde pas in 1951, zes jaar na de Tweede Wereldoorlog, terug naar Universiteit van Göttingen, aan welke universiteit hij tot aan zijn emeritaat in 1959 als hoogleraar bleef verbonden.
In het bijzonder Siegels werk op het gebied van de getaltheorie, de diofantische vergelijkingen en de hemelmechanica bezorgde hem tal van onderscheidingen. In 1978 kreeg hij de Wolfprijs in de wiskunde, een van de meest prestigieuze wiskundige onderscheidingen die er zijn.
Siegels werk omspant de analytische getaltheorie en zijn stelling over de eindigheid van de puntenverzameling met geheeltallige coördinaten op algebraïsche krommen met genus > 1, is historisch gezien belangrijk als een belangrijk algemeen resultaat in het gebied van de diofantische vergelijkingen, toen dit gebied nog niet echt diepgaand was onderzocht. Hij werkte op het gebied van L-functies, waar hij het (vermoedelijk illusoire) Siegel-nulfenomeen ontdekte. Zijn van de Hardy-Littlewood-cirkelmethode afgeleide werk over kwadratische vormen bleek zeer invloedrijk op de latere, theorieën over adele groepen die het gebruik van thèta-functies insloten. De Siegel-modulaire vormen worden erkend als onderdeel van de moduli-theorie van abelse variëteiten. Een gemeenschappelijk thema in al dit werk wordt gevormd door de structurele implicaties van analytische methoden.